# Noirlieu

Noirlieu este o comună în departamentul Marne, Franța. În 2009 avea o populație de 121 de locuitori.